# 桑原茂樹
桑原 茂樹（くわはら しげき、1944年（昭和19年）3月4日 - ）は、日本の通産官僚。東京都出身。元関東通商産業局長。

## 略歴
- 1962年（昭和37年）3月：東京教育大学附属高等学校（現・筑波大学附属高等学校）卒業。
- 1966年（昭和41年）3月：東京大学法学部卒業。
- 1966年（昭和41年）4月：通商産業省入省。大臣官房総務課属。同期に、小林興起、広瀬勝貞、荒井寿光（通産審議官）、林康夫、角間信義（経産研究所長）、北修爾（阪和興業社長）、前田正博など
- 中小企業庁計画部振興課長。
- 通商産業省機械情報産業局産業機械課長。
- 1989年（平成元年）6月：内閣総理大臣秘書官[1]。
- 1991年（平成3年）11月：中小企業庁計画部長。
- 1993年（平成5年）6月：中小企業庁次長。
- 1994年（平成6年）7月：関東通商産業局長。
- 1995年（平成7年）7月：地域振興整備公団理事。
- 1998年（平成10年）4月：丸紅株式会社顧問。
- 1998年（平成10年）6月：丸紅株式会社取締役。
- 1999年（平成11年）4月：丸紅株式会社常務取締役。
- 2001年（平成13年）4月：丸紅株式会社専務取締役。
- 2003年（平成15年）4月：丸紅株式会社取締役副社長。
- 2014年（平成26年）11月：瑞宝中綬章受章。

## その他役職
- 日本サハリンパイプライン株式会社代表取締役。
- 株式会社シー・アイ・シー取締役。
- 国際石油開発株式会社取締役。
- 社団法人日本クレジット産業協会理事長。
- 財団法人日本クレジットカウンセリング協会理事長。